# Koninklijke bekrachtiging
Koninklijke bekrachtiging is een proces in monarchieën waarbij het staatshoofd zijn goedkeuring verleent aan een wet en deze daarmee rechtsgeldig maakt. Hoewel in parlementaire monarchieën de feitelijke wetgevende macht grotendeels in het parlement berust is de handtekening van de koning(in) noodzakelijk om een wet in werking te laten treden.
Europese landen waarin koninklijke bekrachtiging nodig is om een wet rechtsgeldig te maken zijn Andorra, België, Denemarken, Liechtenstein, Nederland, Noorwegen, Spanje en het Verenigd Koninkrijk. Uitzonderingen vormen Zweden, waar sinds een grondwetswijziging in 1974 de koning geen deel meer uitmaakt van de regering (een zogenoemd ceremonieel koningschap) en diens bekrachtiging niet langer nodig is om een wet in werking te laten treden, en Luxemburg, waar een grondwetswijziging in 2008 werd doorgevoerd toen Groothertog Henri de euthanasiewet weigerde te ondertekenen.

## Nederland
De Nederlandse Grondwet regelt de koninklijke bekrachtiging in artikel 87, lid 1, dat luidt: Een voorstel wordt wet, zodra het door de Staten-Generaal is aangenomen en door de Koning is bekrachtigd.
Er zijn drie gevallen geweest dat een initiatiefwetsvoorstel niet werd bekrachtigd: in 1917 (over onderwijssalarissen), in 1928 (over het leerlingental) en in 1994 (over lastenverlichting voor het mkb).

## België
In België is de koninklijke bekrachtiging van wetten geregeld in grondwetsartikel 109, dat stelt: De Koning bekrachtigt de wetten en kondigt ze af. De bekrachtiging gebeurt door de koning als tak van de wetgevende macht. De afkondiging doet hij als hoofd van de uitvoerende macht.

### Onthouding van bekrachtiging
In 1842 keurde het parlement een wet goed waarbij accijnzen op wijn retroactief verlaagd werden. De budgettaire gevolgen hiervan waren echter desastreus, waardoor de toenmalige koning, met de steun van de regering, de bekrachtiging weigerde.
In 1845 werden bij wet de invoerrechten op graan verhoogd. Erna mislukte de graanoogst, waardoor de koning, weerom gesteund door de regering, de bekrachtiging weigerde.
In 1870 waren de gemeenteraadsverkiezingen op komst. Kort voor de ontbinding van het parlement keurde de liberale meerderheid een wet goed waarbij het stemrecht werd uitgebreid. De katholieken drongen bij de koning aan de bekrachtiging te weigeren, wat niet lukte. Uiteindelijk werd de uitbreiding echter nooit toegepast omdat een katholieke meerderheid verkozen raakte die het kiesstelsel weer wijzigde.
Geplaagd door morele bezwaren weigerde koning Boudewijn in 1990 een wet te bekrachtigen die abortus wettelijk mogelijk maakte. Deze impasse wordt de Mini-koningskwestie genoemd. Ze werd opgelost doordat Boudewijn zich vervolgens vrijwillig regeringsonbekwaam liet verklaren. Hierdoor kreeg de ministerraad de mogelijkheid de wet te ondertekenen op grond van artikel 79 van de toenmalige Grondwet (artikel 90 in de huidige versie). Na 36 uren werd de koning in zijn functie hersteld.